# Заваліни
Заваліни (пол. Zawaliny) — село в Польщі, у гміні Воля-Мисловська Луківського повіту Люблінського воєводства.
У 1975-1998 роках село належало до Седлецького воєводства.